# Eduardo Ramírez Aguilar
Eduardo Ramírez Aguilar, né le 13 octobre 1977 à Comitán de Domínguez (Chiapas), est un homme politique mexicain, sénateur depuis le 1er septembre 2018.
En 2008, il rejoint le Parti vert écologiste du Mexique. Élu député entre 2012 et 2013, il est élu député du Congrès de l'État du Chiapas entre 2015 et 2018. En 2018, il rejoint MORENA, il est élu sénateur et devient président du groupe MORENA au Sénat en 2023.

## Biographie

### Parcours académique
Eduardo Ramírez Aguilar est né le 13 octobre 1977 à Comitán de Domínguez (Chiapas). De 1994 à 1999, il étudie le droit à l'Universidad Realista de México. 
De 2008 à 2010, il obtient ne maîtrise en droit constitutionnel et amparo à l'Institut d'études supérieures Manuel José de Rojas et de 2011 à 2012 un doctorat en sciences politiques à l'Institut national d'études fiscales.

### Parcours politique
En 2008, Ramírez Aguilar rejoint le Parti vert écologiste du Mexique. La même année, il devient président municipal de Comitán de Domínguez et jusqsu'en 2010. 
Du 1er septembre 2012 au 3 juillet 2013, il est député, représentant l'État de Chiapas (District n°8) avec le Parti vert écologiste du Mexique.
De 2013 à 2015, il est secrétaire général du gouvernement du Chiapas, sous le gouvernement de Manuel Velasco Coello.
De 2015 à 2018, il est député du Congrès de l'État du Chiapas, toujours avec le PVEM.
En 2018, il dépose une licence afin de quitter ses fonctions de député du Congrès de l'État pour se présenter aux élections élections de juillet 2018 avec le PVEM. Finalement, il rejoint MORENA et est élu sénateur.
Le 13 juin 2023, il est élu à l'unanimité des soixante sénateurs du groupe MORENA, succédant à Ricardo Monreal Ávila, démissionnaire.  Le 16 juin, il assume sa fonction et déclare dans les médias sont souhait d'être candidat pour être gouverneur de Chiapas.